# Маїссана
Маїссана (італ. Maissana, ліг. Maissann-a) — муніципалітет в Італії, у регіоні Лігурія, провінція Спеція.
Маїссана розташована на відстані близько 370 км на північний захід від Рима, 50 км на схід від Генуї, 35 км на північний захід від Спеції.
Населення — 639 осіб (2014).

## Демографія
Населення за роками:

Станом на 1 січня 2023 року в муніципалітеті офіційно проживали 33 іноземці з 13 країн, серед них 18 громадян країн Євросоюзу.

## Сусідні муніципалітети
- Карро
- Казарца-Лігуре
- Кастільйоне-К'яварезе
- Не
- Варезе-Лігуре